# Circonscription territoriale du Yukon Numéro 2
La Circonscription territoriale du Yukon Numéro 2 est une ancienne circonscription territoriale du Yukon au Canada. La circonscription a été créée lors de l'élection générale yukonnaise de 1903 (en).

## Résultats électoraux
| Élection générale yukonnaise de 1903 (en) | Élection générale yukonnaise de 1903 (en) |
| Candidat                                  | # de voix                                 |
| ----------------------------------------- | ----------------------------------------- |
| John Pringle                              | 719                                       |
| Max Landerville                           | 656                                       |
| Arthur Wilson                             | 594                                       |
| M. G. B. Henderson                        | 387                                       |
| George White-Fraser                       | 255                                       |
| McNamee                                   | 43                                        |
| Total                                     | 2,654                                     |